# Amitábha
Amitábha (v sanskrtu: अमिताभ, tib. འོད་དཔག་མེད་Opagme, česky „Buddha Neomezeného světla“) je významný buddha, který hraje důležitou úlohu v mahájánovém buddhismu a vadžrajánovém buddhismu. Je jedním z pěti dhjánibuddhů. Ve východoasijské škole Čisté země je Amitábha ústřední postavou. Podle tradice žil před mnoho kalpami král, který uslyšel nauky buddhy Lokešvary (81. buddhy toho eonu). Zanechal své království a stal se mnichem Dharmakarou. Tradice dále tvrdí, že během svého duchovního tréninku dokázal prohledat všechny čisté země. Jeho přáním bylo vytvoření čisté země, která by měla nejlepší vlastnosti těchto čistých zemí. Dharmakara si přál, aby bytosti bez větších překážek mohly vstoupit do této země. Dharmakara složil 48. legendárních slibů, mezi nimi bylo vytvoření čisté země, a nejdůležitější 18. slib pomoci všem bytostem, které mu důvěřují. V desáté kalpě se Dharmakara zamanifestoval jako buddha Amitábha a reprezentuje tak západní čistou zemi nazývanou skt. Sukhávatí, tib. Déwačhen, což je místo, kde si přeje znovuzrodit mnoho buddhistů náležejících k mahájánové a vadžrajánové tradici.

## Ikonografie

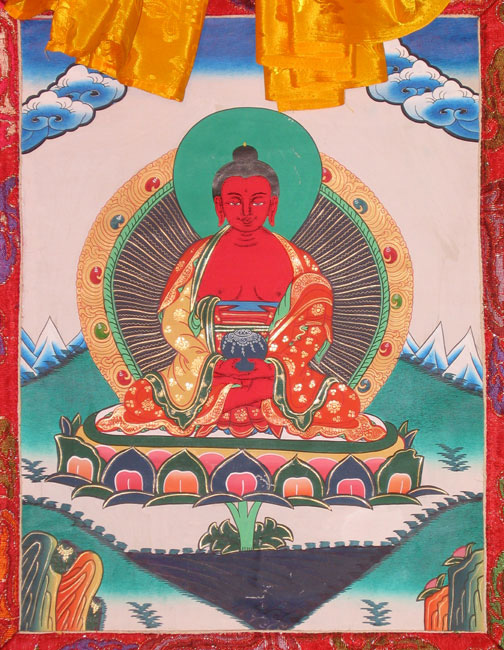
Thangka Buddhy Amitábhy

Buddha Amitábha je obvykle vyobrazován v rubínově červené barvě. V rukách složených v klíně drží misku s nektarem vysvobození. Někdy je zobrazován společně s bílým bódhisattvou Avalókitéšvarou (skt; tib. Čänräzig, čes. Zřící pronikavým zrakem) po jeho pravici a modrým bódhisattvou Vadžrapánim (skt; tib. Čhagna Dordže, čes. Držící diamant /hromoklín/) po jeho levici. Podle buddhistické tradice je spojený se Západní stranou, tam kde zapadá slunce, a přeměňuje touhu a žádostivost v rozlišující moudrost.

## Západní čistá zeměDéwačhen
Podle buddhistických učení manifestoval buddha Amitábha západní čistou zemi Déwačhen, což není nějaké fyzické místo, ale oblast vědomí, kde se člověk velmi rychle rozvíjí směrem k osvícení. Je řečeno, že se do této západní čisté země může dostat každý kdo dodrží pouze 4. podmínky na základě svých silných přání.

## Mantra Buddhy Amitábhy
Mantra Buddhy Amitábhy podle tibetského buddhismu je Om Ami Dewa Hrí. Jeden z jejích zjednodušených překladů by se dal uvést jako: „Buddho Amitábho, buď laskavý“. Tato mantra se tradičně používá jako příprava pro praxi Phowy, která je součástí Šesti nauk Náropy.